# 하성고등학교
하성고등학교(霞城高等學校)는 대한민국 경기도 김포시 하성면 마곡리에 있는 공립 고등학교이다.

## 학교 연혁
- 1974년 11월 29일 : 하성종합고등학교 2학급 설립인가 (보통과 1학급, 상업과 1학급)
- 1975년 3월 1일 : 초대 박수창 교장 취임
- 1975년 3월 5일 : 제1회 입학식 (120명)
- 1978년 1월 7일 : 제1회 졸업식 (114명)
- 2009년 9월 20일 : 인조잔디구장 조성
- 2005년 3월 1일 : 하성고등학교로 교명 변경
- 2011년 6월 13일 : 고등학교 학과 개편 (보통과 3학급, 컨벤션경영과 1학급, 국제통상과 1학급)
- 2011년 7월 14일 : 기숙사(동성학사) 개관
- 2018년 12월 31일 : 학교 급식소 신축 개관
- 2023년 9월 1일 : 제17대 이종민 교장 취임
- 2024년 1월 9일 : 제47회 졸업식(51명, 누계 7,079명)
- 2024년 3월 4일 : 보통과 4학급, 컨벤션경영과 1학급 입학(123명), 디지털 시민역량교육 실천학교

## 설치 학과
- 국제통상과
- 7차일반
- 컨벤션경영과

## 참고 자료
- 하성고등학교 - 한국교육학술정보원 학교알리미